# The Revenge Project
The Revenge Project е дет метъл и траш метъл група, създадена в Бургас, България през 2000 г.
Групата е съставена от Мариян Христов – вокал, Златин Атанасов – китара и вокал, Станислав Василев – китара и вокал, Чавдар Жечев – баскитара и вокал и Николай Кустев – барабани.

## История
The Revenge Project е група със стил на мелодичен дет метъл, основана през 2000 г. като страничен проект на музиканти от няколко бургаски метъл групи. Това са Дечо Харизанов (бас), Staffa (китара) и Kalhas (ударни). Няколко месеца по-късно се включват от Deimoz (китара) и G. McManus (вокали). Първата жива изява на групата е в Шумен през май 2001 г. След това напускат Дечо Харизанов и McManus. Присъединяват се Astaroth и MaxPain.
През 2002 г. в домашното студио на басиста е записано дебютно демо No Chance to See the Sun Again. Направен е първият клип на групата към песента Anger to Dwell. Следват многобройни концертни участия съвместно с групите Demonism, Darkmoon Rising, Hyperborea, Korozy и др.
В началото на 2003 г. The Revenge Project започва записите за дебютния си албум в Astaroth Studio. Групата участва във фестивала Taksirat в Скопие, Македония (2003). В края на 2003 г. групата получава покана да свири на една сцена заедно с известната траш метъл група Sodom. Шоуто се състои на 27 февруари 2004 г. в София. Благодарение на това групата придобива голяма популярност на родната сцена. Направен е и втори демо запис с името The End Is Coming..., който съдържа сурови версии на 4 парчета от предстоящия дебютен албум. The Dawn of Nothingness е издаден официално в средата на 2005 г.
През юли 2005 г. The Revenge Project свирят на една сцена с полската дет метъл група Vader и като предгрупа на финландската блек метъл група Catamenia. През следващата година и половина групата се изявява на живо и с други световноизвестни група, част от които са Destruction, Пол Ди'Ано. Междувременно мястото на Astaroth е заето от басиста Sevar. Заснет е видеоклип към парчето 1000 Voices.
В края на 2007 г. на мястото на Sevar идва Articorse. През ноември 2007 групата взема участие на Nuclear Blast Festival в София, заедно с известните групи Amorphis, Benediction и Edguy.
През 2008 г. групата участва в първото издание на фестивала Spirit of Burgas, на който те свирят на една сцена със Sisters Of Mercy и Cradle Of Filth. Следва участие на Exit festival 2009. Същата година The Revenge Project излиза на сцена точно преди норвежката блек метъл банда Dimmu Borgir на фестивала Thrash til’ Death Fest в Каварна.
През 2013 г. участват в Wild Child Festival – Варна.
В началото на 2016 г. групата подгрява норвежката блек метъл група Abbath в клуб Mixtape 5, в София. Концертът е част от световното турне на Abbath.

## Дискография

### Албуми
- The Dawn of Nothingness (2005)[6][7]
- Through Blood and Ashes (2008)
- The Neverending (2012)
- Figment Paradise (2015)
- Deceit – Demise (2019)

### EP
- The End Is Coming... (2004)

### Демо
- No Chance to See the Sun Again (2002)

### Видео клипове
- Anger To Dwell (2002)
- 1000 Voices (2005)
- Diseased By Emotions (2010)
- Growing mirror (2011)
- Servants of Heaven (2012)
- Road To Revenge (2015)
- Redeemers And Believers (2015)

## Членове

### Настоящи членове
- Kalhas (Николай Кустев) – барабани (2000– )[6]
- Staffa (Станислав Василев) – китара и вокал (2000– )
- Deimoz (Златин Атанасов) – китара и вокал (2000– )
- Max Pain (Мариян Христов) – вокал (2001– )
- Articorse (Чавдар Жечев) – баскитара (2007– )

### Бивши членове
- Неделчо Харизанов – баскитара (2000 – 2001)
- G. McManus (Гани Куршумов) – вокал (2000 – 2001)
- Astaroth (Любомир Джюмбишлиев) – баскитара, вокал (2001 – 2006)